# Ahveninen (sjö, lat 63,72, long 28,18)
Ahveninen är en sjö i Finland. Den ligger i kommunerna Sotkamo, Rautavaara och Sonkajärvi i landskapen Kajanaland och Norra Savolax, i den centrala delen av landet, 400 km norr om huvudstaden Helsingfors. Ahveninen ligger 186,1 meter över havet. I omgivningarna runt Ahveninen växer i huvudsak blandskog. Den är 9 meter djup. Arean är 2,69 kvadratkilometer och strandlinjen är 19,7 kilometer lång. Sjön  ingår i Vuoksens huvudavrinningsområde. 